# Emilia Wint
Emilia Wint (ur. 21 czerwca 1994 r.) – amerykańska narciarka dowolna specjalizująca się w konkurencji Slopestyle. Jak dotąd nie brała udziału w igrzyskach olimpijskich ani w mistrzostw świata. Najlepsze wyniki w Pucharze Świata osiągnęła w sezonie 2011/2012, kiedy to wywalczyła trzecie miejsce na podium w Slopestyle'u w amerykańskim Mammoth Mountain.

## Sukcesy

### Puchar Świata

#### Miejsca w klasyfikacji generalnej
- 2011/2012 –

#### Miejsca na podium w zawodach
1. Mammoth Mountain – 4 marca 2012 (Slopestyle) – 3. miejsce